# Метіда (супутник)
Метіда (грец. Μήτις, англ. Metis) — внутрішній супутник Юпітера, відомий ще як «Юпітер XVI».

## Відкриття
Відкритий у 1979 року космічним зондом «Вояджер-1», американськими астрономом Стефан Синнотом (англ. Stephen P. Synnott). У 1983 році отримав офіційну назву Метіда — першої дружини Зевса у давньогрецькій міфології. Космічний зонд «Галілео» між 1996 та 2003 додатково спостерігав і фотографував поверхню Метіди.

## Орбіта
Супутник проходить повний оберт навколо Юпітера на відстані приблизно 128 000 км (1,79 радіуса Юпітера). Сидеричний період обертання 0,29478 земних діб. Орбіта має ексцентриситет ~0.0002. Нахил ретроградної орбіти до локальної площини Лапласа 0,06°.
Орбіта Метіди проходить по зовнішньому краю основного кільця Юпітера і може складатися з того ж матеріалу, що і кільце. Метіда обертається синхронно з орбітальним періодам як орбіта Адрастеї: один бік постійно дивиться на планету. Метида також лежить в межах Роша для «рідких» супутників, але не для твердих, тому їй не загрожує гравітаційне руйнування.
Метіду, супутник Юпітера, не слід плутати з астероїдом Метида.

## Фізичні характеристики
Метіда має розмір приблизно 60 x 40 x 24 кілометрів, альбедо 0,04. Оціночна густина 0,86 г/см³ — складається води і льоду пористість 10–15 %. Маса супутника становить 3,6×1016 кг порядка 1,9×10−9 маси Юпітера. Поверхня супутника червоного кольору, виявлено декілька кратерів.